# Scorn (videogioco)
Scorn è un videogioco d'avventura del 2022 sviluppato da Ebb Software e pubblicato per Microsoft Windows, Xbox Series X e Series S, PlayStation 5. Il survival horror è ispirato alle opere artistiche di Hans Ruedi Giger, di Zdzisław Beksiński e a quelle di Francis Bacon e ai film horror di registi quali David Cronenberg e Clive Barker.

## Trama
Scorn non ha una trama ben definita, bensì ha lo scopo di suscitare in ogni giocatore una personale interpretazione.
Il giocatore controllerà inizialmente un personaggio dormiente che, appena avviata la partita, si sveglia e cerca di raggiungere (strisciando) una struttura non ben definita, salvo poi precipitare nel sottosuolo. Qui inizia il gioco vero e proprio dove bisogna risolvere una serie di enigmi dalla difficoltà variabile; il tutto è reso più complesso dal fatto che non ci sono istruzioni, indizi o aiuti di alcun tipo.
La prima prova consiste nel superare un portone a doppio comando dove necessariamente servono due persone. Per fare ciò bisogna esplorare attentamente la zona labirintica, fino a imbattersi in un impianto dove prelevare dei bozzoli, in uno dei quali c'è il nostro aiutante (che secondo lo Scorn Artbook viene chiamato "Moldman", ossia uomo-stampino). Preso il bozzolo contenente il moldman, lo si guida verso uno dei due laboratori che troviamo esplorando la zona.
Il primo di essi è costituito da una braccio meccanico con un cucchiaio estrattore all'appendice; se il giocatore scorta il moldman lì dentro ne provocherà la morte stessa, permettendo tuttavia di recuperare il braccio menomato del moldman. Questo ci consentirà di aprire una delle estremità del portone principale.
Il secondo laboratorio invece presenta un altro meccanismo con un rasoio che aprirà in due il guscio liberando il moldman senza ucciderlo. Una volta scortato e obbligato lui ad inserire il braccio nel terminale per avviare il processo di apertutra del portone, il moldman resterà bloccato senza potersi liberare perché troppo fragile. Tuttavia, il suo destino è incerto dato che una volta superato il portone, esso si chiuderà.
Superata questa prova il giocatore potrà continuare il percorso per poi reperire la sua prima arma bio-meccanica, una sorta di trapano pneumatico organico utile sia per attivare particolari meccanismi, sia per il combattimento corpo a corpo. Qui bisognerà aver attivato un impianto apparentemente creato per combinare cellule maschili e femminili per la riproduzione. Per avviarne il processo bisogna inserire tre ugelli (di richiamo fallico) dentro delle fessure. Giunti all'ultimo ugello, questo farà esplodere tutto l'impianto provocando la morte apparente del nostro protagonista.
Finito l'atto I, chiamato The Assembly, lo scenario si sposta verso un secondo protagonista che sembra essere rinchiuso in un bozzolo.
Liberatosi, il giocatore potrà ammirare un'immensa distesa desertica piena di cadaveri mummificati. Esplorando la zona si potrà finalmente entrare in una struttura chiamata The Field, al cui interno si verrà continuamente osservati da una creatura quadrupede strisciante. Col proseguire della risoluzione dell'ennesimo enigma, il protagonista verrà assalito e sottomesso dalla creatura, rivelatasi un parassita, che gli avvinghierà i suoi arti superiori nell'addome fornendogli in compenso un'arma (la stessa del primo protagonista) legata alla sua coda. Ben presto si noterà che lo stato di simbiosi nato con il parassita fornirà molto aiuto al giocatore (soprattutto perché le braccia parassitarie diventano un sostegno per gli oggetti che troveremo più avanti nel gioco) a discapito però della vita, facendo crescere al nuovo protagonista dei viticci legnosi/organici attorno al corpo. Osservandolo bene, si scopre che il parassita, sia il primo umanoide, comandato all'inizio dal giocatore e che il liquido che lo ha inondato gli ha causato una metamorfosi.
Superato il livello The Field inizia l'atto III (chiamato The Crater), un abisso ricoperto da una sostanza organica rossastra dove inizierà la fase di combattimento e si potrà anche reperire la prima arma da fuoco a lunga distanza con danno minimo. Le creature che vedremo perlustrando la zona le troveremo unite organicamente tra loro come se formassero un'unica massa di carne, ossa e sangue. Questi esseri in alcune circostanze possono trovarsi da sole o in gruppo ad attaccarci e sono di tre tipi: un quadrupede in grado di sputare bile di acido, mediamente resistente; una specie di volatile incapace di volare e lo si batte in pochi colpi ma è capace di sputare ammassi di sangue e carne; e infine una specie di quadrupede simile ad un cavallo (per la grandezza e il movimento) capace di scaraventarci per terra e che per ucciderlo richiederà molti colpi.
Proseguendo per The Crater, finiremo ancor più in profondità dando inizio all'atto IV. Qui il giocatore potrà fare conoscenza con la cosiddetta Crater Queen (cioè la Regina del Cratere), ovverosia un essere di dimensioni abnormi dal viso apparentemente umanoide e sofferente che ha il ruolo di procreare gli esserini che abbiamo conosciuto precedentemente (essi nascono dalle uova poste sulla schiena della Regina, un po' come nel curioso caso riproduttivo del rospo del Suriname). La zona è infestata da nemici e bisogna fare attenzione a non sprecare i proiettili in quanto nel gioco scarseggiano (come la salute).
Alla fine dell'atto IV, con la successiva morte della Regina, inizia l'ultimo atto: The Polis.
A differenze dei tre atti precedenti, questo, insieme al primo, esclude l'infestazione parassitaria che caratterizza il gioco. Qui il giocatore si trova di fronte a una città/tempio che celebra la fertilità, la vita e l'amore (soprattutto sessuale). Qui il giocatore dovrà essenzialmente riempire due fiale col sangue ricavato da degli omini (chiamati Homunculi), che controllano cerebralmente dei robot armati e molto resistenti che ci attaccheranno. Queste fiale servono ad attivare due figure umanoidi (chiamati Shells) che sembrano essere uomini incinti.
Il parassita, che durante il gioco infesta il nostro corpo indebolendoci, raggiunge lo stadio finale e aggredisce il protagonista sfondando l'addome e penetrandolo con una protuberanza spinata. Il giocatore dovrà dunque attivare un macchinario chirurgico per l'estrazione del parassita, operazione che lo lascerà gravemente ferito. Attivati gli Shells, il protagonista si posa su un altro macchinario guidato da un automa che avvierà il processo di collegamento neurale (attraverso pratiche molto cruente) tra lui e gli Shells. Da qui in poi guiderà i due umanoidi, scambiandosi il comando a vicenda: uno dei due attiverà un portone ornamentato da un affresco che richiama l'anatomia aliena del gioco, mentre l'altro porterà con sé il protagonista ormai agonizzante verso una sorta di Giardino dell'Eden. Ma proprio quando si giunge alla fine, il parassita riattacca il protagonista che stavolta, oramai senza forze e immerso nell'agonia più atroce, non riuscirà a liberarsi; completamente inglobato, viene infine trasformato in un ammasso deforme che richiama il cuore umano e rimarrà per sempre intrappolato in un'agonia infinita. Tutta via, da un altro punto di vista, la forma ricorda molto un bozzolo, e che da esso potrebbe nascere qualcosa di nuovo, lasciando la libera interpretazione.

## Modalità di gioco
Il giocatore controlla un umanoide perso in un mondo da incubo pieno di strane creature e strutture biomeccaniche viventi composte da macchine, carne e ossa. Nel corso del gioco si devono esplorare diverse regioni interconnesse in modo non lineare, alla ricerca di risposte che spiegheranno di più sul mondo.
Il gameplay è principalmente diviso tra esplorazione e combattimento. L'esplorazione comporta occasionali enigmi ambientali per progredire. Nel combattimento, il gioco offre armi di natura biomeccanica che si attaccano tutte a una base modulare: per utilizzare un'arma specifica, il personaggio deve rimuovere l'arma corrente dalla base e sostituirla con un'altra. Il gioco presenta quattro armi: un'arma da mischia simile a un trapano pneumatico, che può essere utilizzata anche per azionare alcuni macchinari; un'arma simile a una pistola, pensata per colpire con precisione; un'arma simile a un fucile, con danno elevato a distanza ravvicinata; un lanciagranate implosivo, utilizzato principalmente per la distruzione ambientale nel contesto di risoluzione di enigmi.

## Accoglienza
| Testata                          | Versione | Giudizio |
| -------------------------------- | -------- | -------- |
| Metacritic (media al 31-01-2024) | PC       | 71/100   |
| Metacritic (media al 31-01-2024) | XSXS     | 60/100   |
| EGM                              |          |          |
| GameRevolution                   | 6/10     |          |
| GameSpot                         | 4/10     |          |
| GamesRadar+                      |          |          |
| IGN                              | 7/10     |          |
| PC Gamer (US)                    | 80/100   |          |
| The Guardian                     |          |          |
| VG247                            |          |          |

Scorn ha ricevuto un'accoglienza "mista o nella media", secondo l'aggregatore di recensioni Metacritic. Sebbene lodato per i suoi enigmi e la direzione artistica, il gioco ha dovuto affrontare frequenti critiche per il suo combattimento, che molti revisori hanno ritenuto noioso e non necessario. PC Gamer US lo ha descritto come un'avventura horror surreale, che con "la sorprendente festa visiva della capitale aliena, accompagnata da un audio triste, mi ha praticamente commosso fino alle lacrime. Era così strano e meraviglioso e sembrava suggerire un mistero più grande nel cuore di Scorn", ma d'altra parte ha criticato il gameplay, a volte poco chiaro, e il sistema dei checkpoint.
Alessandro Barbosa di GameSpot ha elogiato Scorn per la sua ambientazione e l'estetica interessanti, ma lo ha pesantemente criticato per il suo "combattimento frustrante, enigmi sbilanciati e checkpoint spietati", ritenendo che rendessero il gioco "uno sgobbato esasperante".
Scrivendo per IGN, Leana Hafer ha descritto il gioco come "un incessante e inquietante tuffo nell'Inferno con combattimenti terribili - aggiungendo - il combattimento stesso è terribile, e non intendo in senso positivo", pur applaudendo la sua "macabra direzione artistica" e gli enigmi. Hafer ha concluso che Scorn sarebbe stata un'esperienza migliore se la maggior parte, se non tutto il combattimento, fosse stato rimosso, ritenendolo "[funzionante] contro gli aspetti di esplorazione e risoluzione di enigmi".
Michael Goroff dell'Electronic Gaming Monthly ha fatto eco alle lamentele sul combattimento, credendo che "[sembrasse] più fastidioso che teso", ma che ha impedito al gioco di "sembrare un simulatore di camminata". Goroff ha elogiato gli aspetti di esplorazione e puzzle che lavorano insieme al tono horror generale del gioco, dicendo che "tutto in Scorn sembra costruito attorno al semplice desiderio di far sentire i giocatori come se fossero in un posto nuovo" e ha ritenuto che avesse catturato l'esperienza "orribilante, disturbata, esilarante e intrigante" di un incubo.